# مقیاس مه‌لرزه‌ای اروپا
مقیاس مه‌لرزه‌ای اروپا (به انگلیسی: European Macroseismic Scale یا EMS) مبنای سنجش شدت لرزه‌ای در کشورهای اروپایی و برخی از کشورهای غیراروپایی است. این مقیاس در سال ۱۹۹۸ به عنوان نسخهٔ به‌روزشده‌ای از نسخهٔ آزمایشی سال ۱۹۹۲ رسماً منتشر شد و با نام ئی‌ام‌اس-۹۸ (به انگلیسی: EMS-98) شناخته می‌شود.
تاریخچهٔ ئی‌ام‌اس در سال ۱۹۸۸ آغاز شد هنگانی که کمیسیون زلزله‌شناسی اروپا تصمیم گرفت که مقیاس مدودف–اشپونهویر–کارنیک را بررسی و به‌روزرسانی کند. مقیاس مدودف-اسپونور-کارنیک در شکل اولیه‌اش تقریباً برای ربع قرن در اروپا مورد استفاده قرار می‌گرفت. پس از پنج سال تحقیق و توسعهٔ فشرده و گذراندن ۴ سال دورهٔ آزمایشی، مقیاس جدید رسماً منتشر شد. در سال ۱۹۹۶ بیست‌وپنجمین مجلس عمومی کمیسیون زلزله‌شناسی اروپا در ریکیاویک قطعنامه‌ای صادر کرد و به کشورهای عضو توصیه کرد که از این مقیاس جدید استفاده کنند.
مقیاس مه‌لرزه‌ای اروپا نخستین مقیاس شدت لرزه‌ای است که برای ترغیب همکاری بین مهندسین و زمین‌شناسان طراحی شده‌است، به جای آنکه تنها توسط زمین‌شناسان مورد استفاده قرار گیرد. این مقیاس همراه با دفترچهٔ راهنمای مفصلی که شامل رهنمودها، تصاویر و مثال‌های کاربردی می‌باشد منتشر شده‌است.
بر خلاف مقیاس‌های بزرگی زمین‌لرزه که بیانگر انرژی لرزه‌ای رهاشده توسط زمین‌لرزه می‌باشند، مقیاس مه‌لرزه‌ای اروپا شدت تأثیرات زمین‌لرزه بر روی یک مکان معین را مشخص می‌کند. این مقیاس دوازده درجه دارد که در ذیل مشروح آن‌ها می‌آید.
| I. نامحسوس               | احساس نمی‌شود، حتی در مساعدترین شرایط. |
| II. به‌سختی محسوس         | ارتعاش تنها توسط افرادی که در خانه در حال استرحت‌اند احساس می‌شود، به‌ویژه در طبقات بالایی ساختمان‌ها. |
| III. ضعیف                | ارتعاش‌ها ضعیف‌اند و توسط تعداد کمی از افراد داخل ساختمان احساس می‌شوند. افراد در حال استراحت، تاب خوردن یا لرزش خفیفی را احساس می‌کنند. |
| IV. تا حد زیادی قابل فهم | زمین‌لرزه توسط تعداد زیادی از افراد داخل ساختمان و تعداد بسیار کمی از افراد بیرون از ساختمان احساس می‌شود. شمار اندکی از افراد از خواب برمی‌خیرند. سطح ارتعاش‌ها وحشت‌آفرین نیست. پنجره‌ها، درها، و ظروف جرینگ جرینگ می‌کنند. اشیای آویزان نوسان می‌کنند. |
| V. قوی                   | زمین‌لرزه توسط اکثر افراد داخل ساختمان و تعداد کمی از افراد بیرون از ساختمان احساس می‌شود. شمار زیادی از افراد از خواب برمی‌خیزند. تعداد کمی از مردم به بیرون فرار می‌کنند. ساختمان‌ها به کلی می‌لرزند. اشیای آویزان به طور قابل ملاحظه‌ای نوسان می‌کنند. شیشه‌ها و چینی‌ها به هم می‌خورند. ارتعاش‌ها قوی هستند. اشیای سرسنگین و ته‌سبک واژگون می‌شوند. درها و پنجره‌ها باز و بسته می‌شوند. |
| VI. اندکی آسیب‌آور        | توسط اکثر افراد داخل ساختمان و تعداد زیادی از افراد بیرون از ساختمان احساس می‌شود. تعداد کثیری از افراد داخل ساختمان وحشت می‌کنند و به بیرون فرار می‌کنند. اشیای کوچک سقوط کنند. آسیب‌های سطحی به بسیاری از ساختمان‌های معمولی وارد می‌شود؛ مثلاً ترک‌های ریز بر روی گچ‌ها پدید می‌آید و قطعات کوچکی از گچ فرو می‌ریزد.                                                                |
| VII. آسیب‌آور             | اکثر افراد وحشت می‌کنند و به بیرون فرار کنند. اسباب اثاثیه جابه‌جا می‌شوند و تعداد زیادی از اشیا از قفسه‌ها می‌افتند. بسیاری از ساختمان‌های معمولی آسیب‌های ملایمی می‌بینند: ترک‌های کوچک بر روی دیوارها؛ ریزش نسبی دودکش‌ها. |
| VIII. به‌سنگینی آسیب‌آور   | ممکن است اسباب اثاثیه واژگون شوند. بسیاری از ساختمان‌های معمولی آسیب می‌بینند: دودکش‌ها فرو می‌ریزند؛ ترک‌های بزرگ بر روی دیوارها پدید می‌آید و ممکن است برخی از ساختمان‌ها تا حدودی فرو بریزند. |
| IX. مخرب                 | یادبودها و ستون‌ها فرو می‌ریزند یا تاب برمی‌دارند. بسیاری از ساختمان‌های معمولی تا حدودی ریزش می‌کنند و تعداد کمی به کلی فرو می‌ریزند. |
| X. بسیار مخرب            | بسیاری از ساختمان‌های معمولی فرو می‌ریزند. |
| XI. ویرانگر              | بیشتر ساختمان‌های معمولی فرو می‌ریزند. |
| XII. کاملاً ویرانگر       | تقریباً تمامی سازه‌های سطح و زیر زمین به شدت آسیب می‌بینند یا تخریب می‌شوند. |